# Юрченко Олег Іванович
Олег Іванович Юрченко (нар. 16 жовтня 1955 в с. Семенів Білогірського, нині Шепетівського району Хмельницької області) — український науковець у галузі аналітичної хімії. Доктор хімічних наук, професор, завідувач кафедри хімічної метрології в  Харківському національному університеті імені В. Н. Каразіна.

## Життєпис
Закінчив Харківський державний університет ім. О.М. Горького в 1981 за спеціальністю «Хімія». Кандидат хімічних наук із 26.01.1988, старший науковий співробітник з 29.01.1992, доцент з 02.11.1999.
Працював в Харківському державному університеті, з 2000 в Харківському національному університеті імені В. Н. Каразіна викладачем, а потім доцентом кафедри хімічної метрології, у 2006-2016 був першим заступником декана хімічного факультету, з 2012 — завідувач кафедри хімічної метрології. Доктор хімічних наук з 01.07.2010 р., професор з 29.03.2012 р. 
Є керівником держбюджетних НДР.

## Наукова і педагогічна діяльність
Опубліковано статей – 285, монографії – 2, навчальні посібники – 15, патентів – 67, впроваджень – на 10 підприємствах України.
У 2010 році захистив докторську дисертацію за темою «b-Дикетонати металів як аналітичні форми та основа стандартних зразків для спектроскопічних методів аналізу», науковий керівник – Холін Юрій Валентинович, офіційні опоненти – Чміленко Федір Олександрович, Алемасова Антоніна Сергіївна та Бакланов Олександр Миколайович.
Основні навчальні курси: «Аналітична хімія» для студентів хімічного, біологічного та філософського факультетів, спеціальні курси «Методи атомної спектроскопії», «Метрологічне забезпечення атомно-абсорбційної спектроскопії», «Хімічна метрологія та сучасні методи пробопідготовки».
Опубліковано 2 підручники (з грифом МОН – 1). Керівник 270 кваліфікаційних робіт.
Член редакційної колегії Вісника ХНУ імені В.Н. Каразіна (серія «Хімія»). Член спеціалізованої Вченої ради.

## Громадська діяльність
Академік АН вищої школи України за науковим відділенням хімії (з 2015).

## Відзнаки
Відмінник освіти України – тричі (знак № 76119, червень 2006; № 76180, серпень 2006; № 78982, вересень 2006),
Нагороджений Почесною грамотою МОН України.